# Vojtěška (pavilon)
Vojtěška je barokní pavilon nacházející se v zahradách Břevnovského kláštera nad pramenem potoka Brusnice. Je zapsána jako Národní kulturní památka.

## Architektura budovy
Potok pramení do atria ve středu budovy, z obou stran v tupém úhlu vybíhají zpočátku patrová křídla, která se posléze mění v přízemní s podkrovím. Nad atriem najdeme oválný sál s balkónkem po jeho východním obvodu, v jehož průčelí je kovový znak Břevnovského arciopatství. Sál je přístupný také z mostku klenoucího se na nad mezerou mezi budovou a zezadu přiléhajícím svahem do zahrady (směrem k Břevnovskému hřbitovu), jehož vršek je v rovině s druhým patrem budovy.

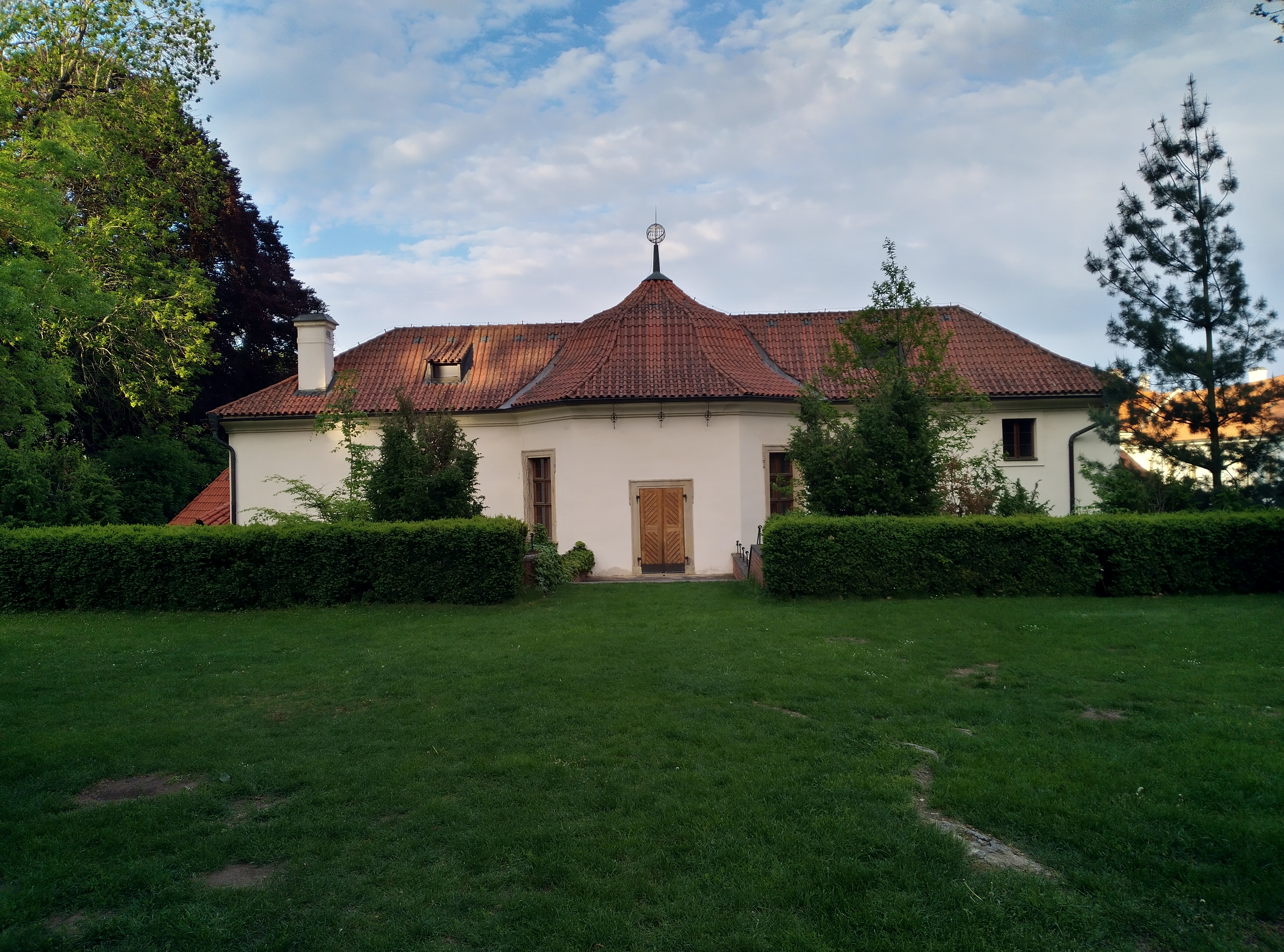
Vojtěška od západu

Vojtěška stojí ve středu pomyslné osy zahrady pod terasou, rozdělující zahradu na dvě patra. Z obou stran se od ní táhne habrová alej, dopředu ke glorietu Josefka, dozadu k hřbitovní kapličce Lazarka.

## Historie
Jde o nejstarší budovu v zahradách kláštera a zároveň o jakýsi ideový střed zahrady. Zmínky o stavbě či přístřešku nad pramenem legendárního setkání knížete Boleslava II. a sv. Vojtěcha pochází již ze středověku. Název Vojtěška najdeme prvně asi ve 13. století (jiné zdroje mluví až o 14. stol.). Pramen tehdy pravděpodobně, po několika přestavbách, zdobila gotická klenba (nejspíše oktagonální nebo šestiboká s oktagonální klenbou). K dalším přestavbám (do podoby kapličky) došlo v průběhu století 17. Svou současnou, převážně barokní podobu, pavilon získal (stejně jako většina ostatních částí kláštera) během rozsáhlých rekonstrukcí dle plánů bratrů Diezenhoferů v letech 1722 – 1725 (jiné zdroje uvádí 1723 – 1725 nebo 1726). V následujících tři sta letech došlo ještě k dalším úpravám a opravám Vojtěšky. Od padesátých let dvacátého století pavilon, stejně jako ostatní části zahrady, chátral. Obnovy se dočkal v roce 1993, kdy byl, k výročí milénia od založení kláštera, opraven. Později došlo již jen k menším rekonstrukcím, jako například nedávná výměna střešní krytiny.

## Výzdoba Vojtěšky
Nad pramenem Brusnice se nachází torza dřevěného sousoší Josefa Kleina zobrazující scénu založení kláštera, která byla poničena v šedesátých letech 20. století (některé zdroje zasazují vandalismus již do let padesátých).
V sále nad pramenem najdeme na stropě nástěnnou malbu z 18. století, zobrazující Josefa Egyptského hostícího své bratry, jejímž autorem je Felix Antonín Scheffler.

## Vojtěška dnes
V současné době je Vojtěška využívána hlavně pro kulturní účely. Konají se zde svatby a podobné slavnosti. Je majetkem Břevnovského arciopatství a slouží také Břevnovské farnosti, chrámovému sboru, skautským oddílům a dalším aktivitám kláštera, jako jsou například tematické programy pro MŠ a ZŠ.